# Amtsgericht Leck
Das Amtsgericht Leck war ein deutsches Amtsgericht mit Sitz in Leck.

## Geschichte
Bis 1866 wurde die Rechtsprechung in Leck durch das Amt Hadersleben wahrgenommen. Mit der Annexion Schleswig-Holsteins wurden 1867 in der nunmehr preußischen Provinz fünf Kreisgerichte und das übergeordnete Appellationsgericht Kiel eingerichtet. Als Eingangsgerichte wurden Amtsgerichte geschaffen, darunter das Amtsgericht Leck als eines von 19 Amtsgerichten des Kreisgerichts Flensburg. Den Gerichtssprengel bildeten die Kirchspiele Leck, Karlum, Medelby, Ladelund, Braderup, Klixbüll, Süderlügum und Humptrup. Mit dem Inkrafttreten des deutschen Gerichtsverfassungsgesetzes am 1. Oktober 1879 wurden reichsweit einheitlich Amts-, Land- und Oberlandesgerichte geschaffen. Das Amtsgericht Leck blieb bestehen und war nun dem Landgericht Flensburg nachgeordnet. Sein Gerichtsbezirk umfasste daraufhin aus dem Kreis Tondern die Gemeindebezirke Achtrup, Böglum, Böxlund, Braderup, Büllsbüll, Ellhöft, Enge, Engerheide, Holm, Holt, Holzacker, Humptrup, Jardelund, Karlum, Klintum, Knorburg, Ladelund, Leck, Lexgaard, Medelby, Osterby, Osterschnatebüll, Sande, Schardebüll, Soholm, Sprakebüll, Stadum, Stedesand, Störtewerkerkoog, Süderlügum, Tinningstedt, Uphusum, Weesby, Westerschnatebüll, Westre und Wimmersbüll sowie die Gutsbezirke Boverstedt, Büllsbüll, Fresenhagen, Gaarde, Hogelund und Lütjenhorn. Am Gericht bestand 1880 eine Richterstelle. Das Amtsgericht war damit ein kleines Amtsgericht im Landgerichtsbezirk.
Während des Zweiten Weltkriegs wurde das Amtsgericht Niebüll 1943 aufgelöst und sein Bezirk dem Amtsgericht Leck zugeordnet. Im Jahre 1973 wurde das Amtsgericht Leck aufgehoben, und das Amtsgericht Niebüll übernahm seine Aufgaben.